# The Devotions
The Devotions is een Amerikaanse doowop-band.

## Bezetting
- Bob Weisbrod
- Ray Sanchez
- Bob Hovorka
- Frank Pardo
- Joe Pardo
- Eugene McCaffery
- Daniel DeMauro

## Geschiedenis
Hun single Rip Van Winkle werd uitgebracht in 1961 bij Delta Records en werd heruitgebracht bij Roulette Records in 1962 en nog eens in 1964. De song werd een hit bij de derde publicatie in 1964, met een 36e plaats in de Billboard Hot 100.